# 本斗駅
本斗駅（ほんとえき）は、樺太本斗郡本斗町に存在した鉄道省樺太西線の駅。省営自動車本留線の基地となった本斗自動車区についても、同時に述べる。また、南樺太炭鉱鉄道の接続駅であった。

## 歴史
- 1920年（大正9年）10月11日：樺太庁鉄道西海岸線当駅 - 真岡駅間開通により開業[1]。
- 1923年（大正12年）：本斗港と稚内港との間に北日本汽船により航路が開設される。
- 1930年（昭和5年）：本斗海岸支線当駅 - 浜本斗駅間（貨物線。1.3km）開業。
- 1931年（昭和6年）12月1日：南樺太炭鉱鉄道が開通、接続駅となる。
- 1935年（昭和10年）：樺太庁鉄道バスが当駅 - 遠節駅 - 留多加郡留多加町大豊まで開業し接続駅となる。後に留多加駅前（71.5km)まで延長される。
- 1943年（昭和18年）4月1日：南樺太の内地編入に伴い、鉄道省に編入。樺太庁鉄道バスは省営自動車本留線となり本斗自動車区が設置される。
- 1945年（昭和20年）：ソ連軍が南樺太へ侵攻、占領し、駅も含め全線がソ連軍に接収される。
- 1946年（昭和21年）
  - 2月1日：日本の国有鉄道の駅としては、書類上廃止。
  - 4月1日：ソ連国鉄に編入。ロシア語駅名は「ネヴェリスク」。

## 運行状況
- 樺太西線
  - 上りは北真岡駅発3本と久春内駅発2本が到着していた。
  - 下りは野田駅行きと久春内駅行き各2本と北真岡駅行き1本が運行されていた。
- 省営自動車本留線
  - 当駅 - 遠節駅 - 留多加駅前間を1日3往復3時間46分 - 55分で結んでいた。
  - 当駅発6時30分発留多加駅前10時25分着、8時発11時55分着、13時59分発17時45分着
  - 留多加駅前発7時30分発当駅着11時25分、12時発15時55分着、15時25分発19時20分着。
- 南樺太炭鉱鉄道は、当駅 - 内幌炭山駅間を1日4往復していた。

## 駅周辺
- 本斗町役場
- 吐鯤保冷鉱泉
- 吐鯤保石油試掘地
- 本斗公園
- 本斗神社

## 隣の駅
鉄道省樺太鉄道局
樺太西線
本斗駅 - 遠節駅
（貨物線）- 浜本斗駅
南樺太炭鉱鉄道
本斗駅 - 吐鯤保駅